# Армстронг, Арчибальд
Арчибальд Армстронг (ум. в марте 1672) — английский придворный шут, известный под прозвищем Арчи.
Был уроженцем Шотландии или Камберленда, родился в XVI веке; согласно легенде, сначала получил известность кражами овец; впоследствии оказался в составе свиты короля Якова I, где вскоре после этого стал королевским фаворитом. Когда король унаследовал английский престол, Арчи был назначен придворным шутом. В 1611 году ему было назначено жалование в размере двух шиллингов в день, и в 1617 году он сопровождал Якова во время визита короля в Шотландию. Его влияние было весьма значительно, слуги короля заботились о нём и всячески льстили ему, но его успехи, по всей видимости, вскружили ему голову. Он стал самонадеянным, высокомерным и вредным, инициировал ревность между королём и Генрихом, принцем Уэльским, и весьма не нравился многим придворным.
В 1623 году он сопровождал принца Чарльза и герцога Бэкингемского во время их путешествия в Испанию, где очень льстил и восхвалял испанский двор и, согласно его собственным словам, получил премию. Его поведение здесь стало более невыносимым, чем когда-либо. Он выводил из себя инфанту разговорами о поражении Непобедимой Армады и порицал цель путешествия прямо в лицо Бэкингему. Бэкингем заявил, что повесит его, на что шут ответил, что «герцогов часто вешают за дерзость, но дураков за их болтовню — никогда». По возвращении он услышал ряд лестных намёков от актёра Бена Джонсона за свои нападки на брак принца с испанкой.
Он сохранил свой пост после воцарения Карла I и накопил значительное состояние, включая выделенные ему королём 1000 акров в Ирландии. После смерти Бэкингема в 1628 году, названного им «самым могущественным врагом трёх королей», основным объектом его насмешек и грубых шуток стал Уильям Лод, которого он открыто сурово критиковал и высмеивал. Он изрёк такую фразу в Уайтхолле в присутствии Лода: «Большая похвала будет воздана Богу, маленькая — дьяволу» (слово «laude» в английском языке может означать похвалу, а Лод отличался маленьким ростом); после новостей о восстании в Шотландии в 1637 году он приветствовал Лода на пути в зал заседаний совета в Уайтхолле словами: «Кто дурак теперь? Разве ваш Грэйс не слышит новости из Стерлинга о литургии?» После жалобы Лода совету Арчи в тот же день был приговорён к «стягиванию его одежды через голову и освобождению от обязательств службы королю и изгнанию с королевского двора».
Он поселился в Лондоне, занявшись ростовщичеством, и в тайный совет и Палату лордов поступало множество жалоб о его мошенничествах. В 1641 году он наслаждался своего рода реваншем по случаю ареста Лода, издав сочинение «Archy’s Dream; sometimes Jester to his Majestie, but exiled the Court by Canterburie’s malice». Впоследствии он проживал в Артурете в Камберленде, согласно некоторым источникам — месте его рождения, где обладал состоянием и где умер в 1672 году; его похороны состоялись 1 апреля.
Он был дважды женат, его второй женой была Сибилла Белл. Источников о каких-либо его законнорождённых потомках не сохранилось, но крещение «внебрачного сына» Арчибальда Армстронга было зафиксировано в приходской метрической книги 17- декабря 1643 года. Его авторству приписывается сборник «A Banquet of Jests: A change of Cheare», опубликованный около 1630 года и представляющий собой собрание, по мнению критиков, довольно унылых и старых шуток, и, возможно, «A choice Banquet of Witty Jests … Being an addition to Archee’s Jests, taken out of his Closet but never published in his Lifetime» (1660).
- Эта статья (раздел) содержит текст, взятый (переведённый) из одиннадцатого издания «Британской энциклопедии», перешедшего в общественное достояние.